# Sjöbergska palatset
Sjöbergska palatset är ett byggnadsminnesmärkt hus i hörnet av Drottningtorget i Malmö.
Palatset uppfördes mellan 1893 och 1894 av fabrikör Axel Paulus Sjöberg efter ritningar av arkitekten Alfred Arwidius. Byggnaden har fyra våningar och är byggd i gult tegel med huggstensdetaljer i kalksten. Den är ett välbevarat exempel på påkostad palatsarkitektur i nyrenässans från slutet av 1800-talet. Bland palatsets utsmyckningsdetaljer återfinns Sjöbergs firmamärke, den bevingade hästen. I palatset finns såväl affärer som kontorslokaler och eleganta lägenheter.
Sjöberg var en driftig man som tillverkade kritor, tvål och vagnssmörja. Palatset ligger i direkt anslutning till fabrikslokaler på innergården. Idag återstår två före detta fabriksbyggnader, däribland Sjöbergska magasinet, som en tid hyste Malmö rullgardinsfabrik.
Fastigheterna byggnadsminnesförklarades 1987 och ägs sedan 1998 av MKB Fastighets AB. 
Under 2012 och 2013 har fastigheten restaurerats och ursprungliga fresker, målningar och detaljer har byggts upp på nytt eller återställts i ursprungligt skick. Sjöbergska palatset tilldelades hedersomnämnande för restaureringen vid utdelande av 2013 års Stadsbyggnadspris i Malmö stad.
Sjöbergska palatset huserar Uppsala Auktionskammare på Östergatan 4.   